# .bs
.bs е интернет домейн от първо ниво за Бахамските острови.
Администрира се от колежа на Бахамите. Представен е през 1991 г.

## Домейни от второ ниво
- com.bs
- net.bs
- org.bs
- edu.bs
- gov.bs